# Măciuca
Măciuca è un comune della Romania di 2 024 abitanti, ubicato nel distretto di Vâlcea, nella regione storica dell'Oltenia. 
Il comune è formato dall'unione di 10 villaggi: Bocșa, Ciocănari, Maldărăști, Măciuca, Măciuceni, Oveselu, Popești, Potorani, Ștefănești, Zăvoieni.